# Abel Zerda
Abel Zerda (Salta, Provincia de Salta, Argentina, 22 de enero de 1856-Ibidem, 9 de abril de 1920) fue un político argentino, intendente de la ciudad capital y hermano de Ángel Zerda, un destacado empresario y político de dicha provincia.

## Biografía
Abel Zerda nació en la ciudad de Salta, Provincia de Salta, Argentina el 22 de enero de 1856, hijo del coronel salteño Ángel Mariano Zerda, hijo de Luis De la Zerda Torres y María Trinidad Urristi Plazaola, y de su segunda esposa, Carmen González. 
Tras concluir sus estudios primarios y secundarios en su ciudad natal, ingresó en la Facultad de Derecho de la Universidad de Buenos Aires donde cursó hasta el tercer año de la carrera regresando entonces a su provincia.

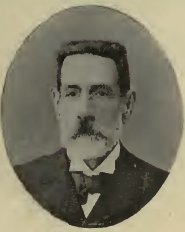
Ángel Zerda.

Se desempeñó brevemente como Secretario de Gobierno y en septiembre de 1901, mientras su hermano asumía la gobernación, Abel Zerda se hacía cargo de la intendencia.
El primer y grave problema que tuvieron que enfrentar fue la epidemia de viruela que asolaba la provincia, para lo que la gobernación declaró la vacunación antivariólica obligatoria y gratuita logrando controlar la enfermedad. El 13 de septiembre de 1902 presidió con gobernador y el Obispo de Salta monseñor Matías Linares Sanzetenea la ceremonia de coronación de las imágenes del Señor de los Milagros. 
El político y empresario Robustiano Patrón Costas afirmaría refiriéndose a los Zerda y la familia Ovejero, ligada con ellos por lazos políticos, empresarios y familiares que "una familia se ha adueñado del poder y ha ocupado todas las posiciones de alguna importancia" para defender "los intereses de la familia o las conveniencias particulares de cada uno de sus miembros". Así, "convertida la Provincia en feudo y convencidos de que espigaban en campo propio, han cerrado sus filas y por eso es que hoy en la contienda solo pueden presentar sus legiones de magistrados, funcionarios de policías y coroneles de campaña".
En 1906 integró la Convención Constituyente que sancionó la nueva Constitución de la provincia de Salta. 
Abel Zerda continuó su mandato durante los períodos de gobierno de David Ovejero y de Luis Linares Usandivaras hasta el 5 de febrero de 1910.
Durante ese período se efectuaron con el concurso de la provincia obras de saneamiento ambiental para proveer de agua corriente y cloacas a la ciudad, las que fueron inauguradas en 1908. También se creó el Parque San Martín, se efectuaron trabajos de adoquinado y pavimentación por más de $380.000 y se creó la Dirección de Sanidad y Asistencia Pública.
Tras dejar la intendencia recibió del nuevo gobernador Abelino Figueroa la presidencia del Consejo General de Educación. Fue vocal de la Comisión Directiva del Partido Unión Provincial en 1911.
Falleció el 9 de abril de 1920 en su casa, sita en la calle 20 de Febrero N.º 121 de la ciudad de Salta, a los 64 años de edad. Estaba casado con Petrona Mors.